# エシャラ・ハンマト
エシャラ・ハンマト（Esharra-hammat、アッカド語：Ešarra-ḫammat、「エシャラは女主人なり」）は 古代メソポタミア地方の新アッシリア帝国の王妃。アッシリア王エサルハドン（在位：前681年-前669年）の第一の配偶者である。エシャラ・ハンマトはエサルハドンの主要な子供たち（長女シェルア・エテラト、息子のアッシュルバニパル、シャマシュ・シュム・ウキンなど）の母親であった可能性がある。エシャラ・ハンマトに言及する存命中の史料はほとんどなく、彼女については主にその死後に書かれた史料からしか知ることができない。エシャラ・ハンマトは前695年頃にエサルハドンと結婚しており、彼が王になる10年以上前から連れ添っていた。前672年2月の彼女の死はエサルハドンに深い影響を与えた。エサルハドンは彼女のために、アッシリアの王妃の埋葬施設としては例外的な巨大な霊廟を建てた。そして彼女の死はバビロニア年代記に記録されている。

## 生涯
エシャラ・ハンマトは前695年頃にエサルハドンと結婚した。オーストリア系イギリス人（Austrian British）のアッシリア学者グウェンドレン・リークによれば、エシャラ・ハンマトはバビロニア人を祖先に持っていたかもしれない。エシャラ・ハンマトについては主としてその死後に書かれた記念文書群と碑文により知られている。エシャラ・ハンマトによって書かれた（即ち彼女の生前に書かれた）僅かな碑文の中には、彼女の所有物であることが記されたアイ・ストーン（eye-stone）の碑文がある。
エシャラ・ハンマトの名前は文字通りには「エシャラは女主人なり」と訳せる。エシャラ（Ešarra）は神殿の名前であり、メソポタミア人の宇宙観ではエシャラという名前は天界の位置する場所（a heavenly cosmic location）の名としても使用された。彼女の名は恐らく「エシャラ[のムリッス]は女主人なり」と理解するのが最良の解釈である。ムリッスはエシャラという神殿/領域に関連付けられた女神である。別の解釈として、エシャラという神殿/領域それ自体に言及したものであるとする、または「エシャラ[のムリッス]は[全権を]集める」、「エシャラ[において]、彼女は女主人なり」などがある。エシャラ・ハンマトという名前の人物が他に知られていないことから、この名前は将来の王妃として彼女がエサルハドンと結婚した際に付けられたものである可能性がある。
エシャラ・ハンマトは前672年2月に恐らく40歳くらいで死亡した。彼女はエサルハドンの王妃の中で知られている唯一の人物である 。彼女の死亡時にはエサルハドンも40歳くらいであり、その後も数年間王として統治した。彼の死後の史料からは在位中の王妃は知られておらず、さらにその当時の役人のリストから見て明らかに王妃の地位は空位であった。エシャラ・ハンマトの死の直前には、彼らの生後間もない子供が死亡しており、このことでエサルハドンは憂鬱の中に沈んでいた。そしてエサルハドンは新たな王妃を選定しなかった。そのため、王妃が果たすべき責任と義務のいくらかはエサルハドンの母ナキアが担当することとなった。エシャラ・ハンマトの葬儀と彼女のために実施された葬礼の記録が2点残されているが、彼女の墓はまだ特定されていない。この墓は単なる墓地や（過去の幾人かの王妃のように）宮殿内に置かれたものではなく、エサルハドンはエシャラ・ハンマトのために巨大な霊廟を建設し、彼女の死はバビロニア年代記に記録された。
エサルハドンにはエシャラ・ハンマト以外にも妻がいたことがわかっている。これは彼が自分の王位継承を定めた文書群において「アッシュルバニパルの母」の息子たち（アッシュルバニパルはエサルハドンの息子であり後継者）とそれ以外の息子たちを区別していることによる。エサルハドンには最低でも18人の子供がいたが、そのうちの誰がエシャラ・ハンマトの子供であったのかはわかっていない。エサルハドンの最も重要な子供たち、長女シェルア・エテラトや息子のアッシュルバニパルとシャマシュ・シュム・ウキンはエシャラ・ハンマトの子供であった可能性がある。エシャラ・ハンマトの葬儀は壮大なものであり、宮廷の内外から著名な女性たちが参列した。その中にはエシャラ・ハンマトの「娘」と「義理の娘」が含まれる。2013年、アッシリア学者デーヴィッド・ケルトイ（David Kertai）はこの「義理の娘」はアッシュルバニパルの妻リッバリ・シャラトであるという説を出した。
前672年の後半、エシャラ・ハンマトの死から3ヶ月の後に、エサルハドンの祓魔師長アダド・シュム・ウツル（Adad-shumu-usur）はエシャラ・ハンマトの霊が現れアッシュルバニパルの後継者の地位を確認したとエサルハドンに報告している。アダド・シュム・ウツルはアッシュルバニパルの言葉の一部を引用し、次のような報告を行った。
「アッシュル神およびシャマシュ神は彼女[エシャラ・ハンマト]の公正さ故に私をアッシリアの王太子に任命された」（そして） 彼女の霊が彼を祝福しました。彼が彼女の霊を敬うのと同じ程に。「彼の子孫がアッシリアを統治するべし！」